# Judy Grable
Nellya Burres-Baughman (Bremerton, 21 augustus 1925 – ?, 9 mei 2008), beter bekend als Judy Grable, was een Amerikaans professioneel worstelaar. Ze werd soms ook bij haar bijnaam genoemd, namelijk Barefoot Contessa. Ze werd "de acrobatische blondine met de vliegende voet" genoemd.

## In worstelen
- Finishers en signature moves
  - Dropkick

## Kampioenschappen en prestaties
- American Women's Wrestling
  - AWW Women's Championship (2 keer)

- Cauliflower Alley Club
  - Other honoree (2002)